# Нуритдинов, Абдулгалим Минажутдинович
Абдулгалим Минажутдинович Нуритдинов (26 сентября 2001, с. Карабудахкент, Карабудахкентский район, Дагестан, Россия) —  российский спортсмен, специализируется по ушу и панкратиону. Чемпион России по ушу, призёр чемпионата России по панкратиону. 

## Спортивная карьера
Уроженец Карабудахкента. Является воспитанником губденской школы ушу, занимается под руководством Магомед-Али Магомедова. В апреле 2018 года в Москве выиграл первенство России среди юниоров по ушу. В мае 2018 года в Москве выиграл первенство Европы по ушу. В октябре 2020 года во Владимире выиграл чемпионат России по ушу. В начале апреля 2023 года в Санкт-Петербурге стал бронзовым призёром чемпионата России по панкратиону. В апреле 2024 года в Москве, уступив в финале Джапару Магомедову из Дагестана, стал серебряным призёром чемпионата России. В конце мая 2024 года в Барнауле принимал участие на чемпионате России по панкратиону.

## Спортивные достижения
- Первенство России по ушу среди юниоров 2018 — ;
- Первенство Европы по ушу среди юниоров 2018 — ;
- Чемпионат России по ушу 2020 — ;
- Чемпионат России по панкратиону 2023 — ;
- Чемпионат России по ушу 2024 — ;

## Личная жизнь
Является младшим братом Гаджи Нуритдинова, который становился чемпионом Европы по ушу, мастер спорта России международного класса.